# Muzeum Pałac Herbsta
Muzeum Pałac Herbsta (MPH) – oddział Muzeum Sztuki w Łodzi mieszczący się w neorenesansowej willi Edwarda Herbsta w Łodzi. Oddział prezentuje oryginalne XIX-wieczne wnętrza pałacowe oraz kolekcję sztuki dawnej w budynku powozowni.

## Historia
Po wojnie kompleks willowy był użytkowany przez różne instytucje państwowe. Wieloletnie zaniedbania i niewłaściwa eksploatacja doprowadziły do dewastacji budynków. Rezydencja rodziny Herbstów została przejęta przez Muzeum Sztuki w Łodzi w 1976. Przez niemal czternaście lat trwał generalny remont połączony z rekonstrukcją wnętrz i innymi zabiegami konserwatorskimi. W 1990 staraniem ówczesnego dyrektora Muzeum Ryszarda Stanisławskiego, pałac został oficjalnie otwarty dla zwiedzających jako oddział Muzeum Sztuki w Łodzi. Jednocześnie w tym samym roku oddział został uhonorowany medalem Europa Nostra. Był to pierwszy medal nadany obiektowi w Polsce.
W 2012 na terenie kompleksu Herbstów w budynku dawnej powozowni utworzono Galerię Sztuki Dawnej. Utworzenie tej galerii pozwoliło na przygotowanie długo wyczekiwanej wystawy stałej prezentującej niepokazywane dotąd zbiory sztuki znajdujące się w magazynach Muzeum Sztuki. Jednocześnie w 2013 Muzeum Pałac Herbsta stało się pierwszym polskim muzeum, które umożliwiło samodzielne zwiedzanie ekspozycji przez osoby z dysfunkcjami wzroku. W tym samym roku muzeum otrzymało prestiżową Nagrodę Sybilla.
W 2015 zarządzeniem Prezydenta RP Bronisława Komorowskiego muzeum uzyskało tytuł Pomnika Historii.

## Kierownicy
- Dorota Berbelska (1990-2023)
- Magdalena Michalska-Szałacka (od 2023)[4]